# Die Hexe Schrumpeldei
Die Hexe Schrumpeldei ist eine Hörspielserie von Eberhard Alexander-Burgh, die von 1973 bis 1979 mit elf Folgen produziert und vom Label Europa auf Schallplatte und Kompaktkassette veröffentlicht wurde. 2018 erschien die Reihe auch auf CD in Form einer Komplettbox. Außerdem erschienen drei Bücher.

## Hörspiel

### Handlungsabriss
„Es war einmal eine Hexe Schrumpeldei, die lebte in einem windschiefen Haus der Schwarzen Petergasse 13 und hatte drei Dinge, auf die sie sehr stolz war: einen Hexenschuss, der sie oft zwickte und zwackte, einen sprechenden Papagei (verzauberter Elefant), der Herr Stumpfenstiel hieß, und eine kleine Hexentochter mit Namen Schrumpelmei“, so lautet die Einleitung des Hörspiels.
Die uralte und schrumpelige, aber liebenswürdige Hexe schickte ihre ungeschickte, bummelnde und herumgammelnde Tochter auf die Hexenschule nach Brummelshausen (mit „r“). Weil diese aber auch dort bummelte, schickte ihr Schrumpeldei eine Hexerei, die sie auf Trab bringen sollte, aber wegen eines Hexereifehlers in Bummelshausen (ohne „r“) ankam. Fortan nimmt die Hexengeschichte ihren elffolgigen Lauf.

### Folgen
|    | Titel                                                       | Jahr | Min.   |
| -- | ----------------------------------------------------------- | ---- | ------ |
| 1  | Die Hexe Schrumpeldei                                       | 1973 | 39:30  |
| 2  | Die Hexe Schrumpeldei und Schrumpelmei mit neuen Hexereien* | 1974 | 37:25  |
| 3  | Die Hexe Schrumpeldei und ihre größte Hexerei               | 1975 | 34:00  |
| 4  | Die Hexe Schrumpeldei und ihre Wunderbrille                 | 1977 | 31:30  |
| 5  | Die Hexe Schrumpeldei und die mißratene Geburtstagshexerei  | 1977 | 35:10  |
| 6  | Die Hexe Schrumpeldei und der wilde Hexensabbat             | 1978 | 31:25  |
| 7  | Die Hexe Schrumpeldei und die Walpurgisnachthexerei         | 1978 | 32:45  |
| 8  | Die Hexe Schrumpeldei und der geheimnisvolle Turm           | 1979 | 38:00  |
| 9  | Die Hexe Schrumpeldei und der fliegende Teppich             | 1979 | 34:20  |
| 10 | Die Hexe Schrumpeldei und die Drachenhexerei                | 1979 | 29:30  |
| 11 | Die Hexe Schrumpeldei und der starke Lukas                  | 1979 | 31:20  |
|    | Gesamtlaufzeit: 6 Stunden 14 Minuten 55 Sekunden**          | =    | 374:55 |

Anmerkungen:
* Folge 2: vom Sprecher Die Hexe Schrumpeldei und ihre neueste Hexerei genannt
** Durchschnittslaufzeit pro Folge: 34:05 Minuten

### Mitwirkende
Alle Folgen:

Regie, Leitung und Musik:
- Regie – Heikedine Körting
- Künstlerische Gesamtleitung – Dr. Beurmann (alias Andreas E. Beurmann)
- Musik – Bert Brac

Hauptfiguren:
- Erzähler – Hans Paetsch
- Schrumpeldei (Hexe) – Marga Maasberg
- Schrumpelmei (Hexentochter) – Reinhilt Schneider

Folge 1:
- Herr Stumpfenstiel (Papagei) – Bernd Kreibich
- Bürgermeister – Gert Baehr
- Frau Bürgermeister – Marianne Kehlau
- Briefträger Hoppe – Johannes Graf (alias Harald Pages)
- Schuster Krause – Horst Breiter
- Schneidermeister Hempel – Reiner Brönneke
- Maurermeister Meier – Hans Meinhardt (alias Karl-Ulrich Meves)
- Bäckermeister Wangenrot – Andreas von der Meden

Folge 2:
- Herr Stumpfenstiel – Bernd Kreibich
- Schulmädchen – Pamela Punti (alias Susanne Wulkow)
- Lumpensammler Leo – Franz-Josef Steffens
- Bodo – Stephan Chrzescinski
- Bodos Vater – Peter Kirchberger
- Bodos Mutter – Claudia Hoppe (alias Marianne Kehlau)

Folge 3:
- Erzähler – Horst Breiter
- Herr Stumpfenstiel – Bernd Kreibich
- Balduin Brummelbom – Wolfgang Kaven
- Der kleine Klaus – Mathias Lorenz
- viele Nachbarn (Hintergrundlachen)

Folge 4:
- Herr Stumpfenstiel – Lutz Mackensy
- Bernd – Jens Wawrczeck
- Bäckersfrau – Claudia Ludwig (alias Marianne Kehlau)
- Gendarm – Lothar Grützner
- Bürgermeister – Hans Hessling
- Ratsherren
- Bürger (zwar genannt, agieren aber nicht)

Folge 5:
- Herr Stumpfenstiel – Lutz Mackensy
- Fridolin (jung) – Jan Krause
- Vater – Klaus Klein (alias Konrad Halver)
- Mutter – Renate Pichler
- Spritzenhaushauptmann – Hans Hessling
- Fridolin (alt) – Heinz Trixner (ungenannt)
- 1. Lakai – Gernot Endemann
- 2. Lakai – Konrad Halver
- Grafentochter – Pamela Punti (alias Heikedine Körting)
- Bürger

Folge 6:
- Herr Stumpfenstiel – Bernd Kreibich
- Herr Wupdich – Ernst von Klipstein
- Frau Wupdich – Marianne Kehlau
- Waldemar Wupdich – Alexander Körting
- Pantoffeln – Franz-Josef Steffens (ungenannt)
- Buch – Roswitha Benda (ungenannt)
- Nachbarn und Sachen

Folge 7:
- Herr Stumpfenstiel – Bernd Kreibich
- Hexe Knickefein – Gabi Libbach
- Laternenputzer – Franz-Josef Steffens
- Eierhändler – Bernd Kreibich (ungenannt)
- Porzellanverkäuferin – Roswitha Benda (ungenannt)
- Stoffverkäufer – Christian Mey (ungenannt)
- Oberhexe Pumperknittel – Ingrid Andree
- Bürger

Folge 8:
- Herr Stumpfenstiel – Bernd Kreibich
- König Kasimir – Gottfried Kramer
- Schloßwächter – Claudius Breitner (alias Karl Walter Diess)
- Ober-Hofminister – Andreas von der Meden
- Leibschneider – Gernot Endemann
- Untertanen

Folge 9:
- Herr Stumpfenstiel – Bernd Kreibich
- Hexer Schrumpulus – Gottfried Kramer
- Räuberhauptmann – Lothar Grützner
- Räuber – Ernst von Klipstein (ungenannt)
- Lampengeist – Knut Hinz
- Sindbad – Hans Meinhardt (alias Karl-Ulrich Meves)
- Harun al Raschid – Gerd Martienzen
- (zwei) Lanzensklaven

Folge 10:
- Herr Stumpfenstiel – Bernd Kreibich
- Bürgermeister Bimbam – Christian Rode
- Friedel – Marlen Krause
- Frau Drachmann – Sieglinde Hopf (alias Renate Pichler)
- Benjamin – Alexander Körting
- Froschkönig – Andreas von der Meden (ungenannt)
- Bürgermeisterin Bimbam – Maria Sendling (alias Ingrid Andree)
- Ratsherren

Folge 11:
- Herr Stumpfenstiel – Bernd Kreibich
- Lukas – Daniel Petersen
- Felix – Christian Stark
- Felicitas – Judith Gerstenberg
- Herr Lausewitz – Christian Mey
- Frau Lausewitz – Ursula Sieg
- Parkwächter – Wolfgang Jürgen

## Bücher
Die Buchausgaben wurden vom Engelbert-Verlag (peb-Schreibschriftbücher) in Schreibschrift veröffentlicht. Im Unterschied zu den Hörspiel-Cover, die Hans Möller gestaltete, wurden die Illustrationen der Bücher von Hanns und Maria Mannhart ausgeführt.
1. Die Hexe Schrumpeldei (1976)
2. Die Hexe Schrumpeldei und ihre neueste Hexerei (1977)
3. Die Hexe Schrumpeldei und eine tolle Hexerei (1978)

## Komplettbox auf CD
Am 9. November 2018 erschien die Reihe auf CD als limitierte Komplettbox und ist inzwischen bei diversen Anbietern als mp3-Download erhältlich.

## Auszeichnungen
- Goldene Schallplatte: 2× Gold[13]